# Faisà crestat de Malàisia
El faisà crestat de Malàisia (Lophura ignita rufa) és una espècie d'ocell de la família dels fasiànids (Phasianidae) que és considerat per diversos autors una subespècie de Lophura ignita. Viu a les zones zones forestals de les terres baixes, sovint prop dels rius, des de l'extrem sud de Myanmar, a través de Tailàndia i Malàisia peninsular fins Sumatra i la propera illa de Bangka.